# Handful of Hate
Handful of Hate es una banda italiana de black metal formado en Toscana en 1993. Su estilo musical ha estado fuertemente influenciado por el movimiento del black metal sueco y los principales grupos de death metal, tanto americanos como europeos. El exbatería, Gionata Potenti, declaró en una entrevista que los miembros no están unidos a ninguna otra banda.

## Miembros
Actuales
- Nicola Bianchi - voces, guitarra
- Deimos - guitarra
- Andrea Bianchi- batería
- Nicholas - bajo

Antiguos miembros
| Guitarristas - Andrea Zannoni - Marco Mazzoni - Felix Moon - Claudio Alcara - Geny | Bajistas - Ugo Pandolfini - Adriano di Ricco - Enrico Santi - Matteo Fantozzi - Damiano Michetti | Batería - Gionata Potenti |

## Discografía
Álbumes de estudio
- 1997 - Qliphothic Supremacy
- 1999 - Hierarchy 1999
- 2003 - Vicecrown
- 2006 - Gruesome Splendour
- 2009 - You Will Bleed

Demos y EP
- 1995 - Goetia Summa Demo
- 2001 - Death From Above 7"
- 2003 - Scorn And Conquest 7"
- 2004 - Blood Calls Blood mcd